# Mieńszewizujący idealizm
Mieńszewizujący idealizm (ros. меньшевиствующий идеализм) – kierunek w filozofii w Związku Radzieckim pod koniec lat dwudziestych i na początku lat trzydziestych XX wieku. Reprezentantami kierunku byli Abram Deborin i inni. Termin „mieńszewizujący idealizm” jako ocena poglądów Deborina i jego zwolenników użyty został po raz pierwszy (rok 1930) przez Stalina w rozmowie z członkami partyjnego biura Instytutu Czerwonej Profesury filozofii i przyrodoznawstwa. Stalin wyjaśnił przy tym, że termin „mieńszewizujący” ma na celu podkreślenie, że Deborin i jego uczniowe wskrzesili właściwe mieńszewizmowi oderwanie teorii od praktyki. Przez termin „idealizm”  w odniesieniu do koncepcji Deborina i jego zwolenników — rozumiano zbliżenie idealistycznej dialektyki Hegla i materialistycznej dialektyki Karola Marksa. W 2003 roku na Wydziale Filozofii Moskiewskiego Uniwersytetu Państwowego im. M.W. Łomonosowa aspirant Nikołaj Korszunow obronił pracę kandydacką, poświęconą mieńszewizującemu idealizmowi.